# Willow (nome)
Willow  è un nome proprio di persona inglese femminile.

## Origine e diffusione

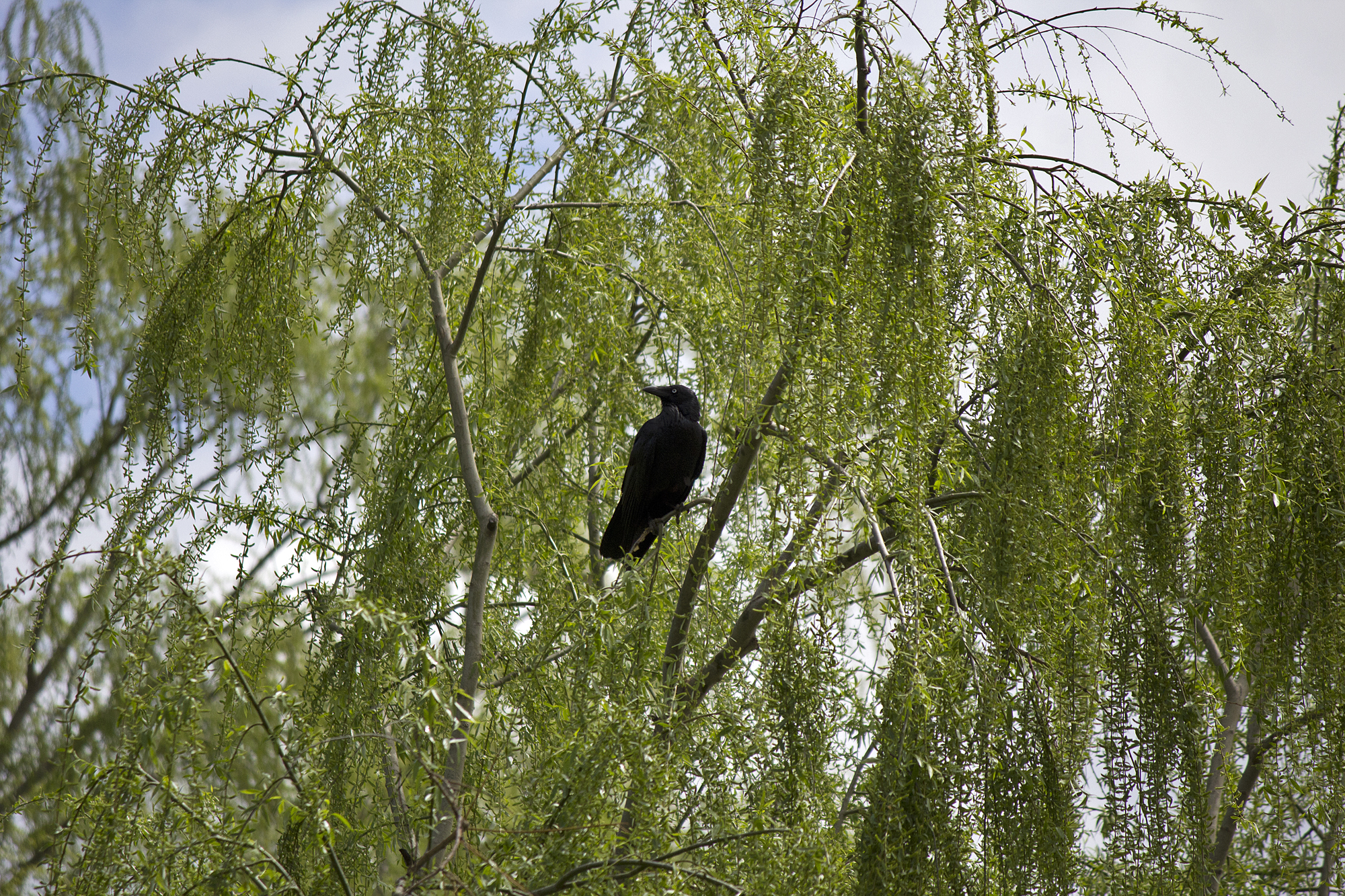
Un corvo australiano tra i rami di un salice lungo il Lago Albert (Nuovo Galles del Sud)

Nome di origine moderna, riprende il termine inglese willow, che indica l'albero del salice; si colloca quindi in quella schiera di nomi ispirati agli alberi, insieme con Laura, Olmo, Ilan, Oren, Eglė e via dicendo.
Etimologicamente deriva dall'inglese antico welig, a sua volta dal protogermanico walg, infine probabilmente dal protoindoeuropeo wel, "girare", "rotolare", in riferimento a cose curve o avvolgenti.

## Onomastico
Il nome è adespota non essendovi sante che lo abbiano portato. L'onomastico si può festeggiare il 1º novembre per la festa di Ognissanti.

## Persone
- Willow Shields, attrice statunitense
- Willow Smith, attrice, rapper e cantante statunitense

## Il nome nelle arti
- Willow è un personaggio dei romanzi della serie di Landover, scritta da Terry Brooks.
- Willow Rosenberg è un personaggio della serie televisiva Buffy l'ammazzavampiri e dei suoi vari spin-off.
- Willow Ufgood è il protagonista del film Willow diretto da Ron Howard e basato su una storia di George Lucas.
- Willow Chance è la protagonista del libro Il mondo fino a 7 di Holly Goldberg Sloan.